# División-A 2013
La División-A 2013 fue la decimotercera edición de la primera división de fútbol de Tuvalu. Se disputó entre el 9 de marzo y el 6 de abril en el Estadio Deportivo de Tuvalu localizado en Funafuti. La cantidad de equipos se redujo a seis, en comparación con los ocho que jugaron la edición anterior.
El Nauti FC se coronó campeón por octava vez en su historia.

## Equipos participantes
| Equipo         | Isla       | 2012 |
| -------------- | ---------- | ---- |
| Lakena United  | Nanumea    | 7.º  |
| Manu Laeva     | Nukulaelae | 3.º  |
| Ha'apai United | Nanumanga  | 5.º  |
| Nauti FC       | Funafuti   | 1.º  |
| Tumanuku       | Nukufetau  | 2.º  |
| FC Tofaga      | Vaitupu    | 4.º  |

## Clasificación
| Pos | Equipo         | PJ | G | E | P | GF | GC | Dif | Pts |
| --- | -------------- | -- | - | - | - | -- | -- | --- | --- |
| 1   | Nauti FC       | 5  | 4 | 1 | 0 | 9  | 3  | 6   | 13  |
| 2   | FC Tofaga      | 5  | 3 | 2 | 0 | 16 | 3  | 13  | 11  |
| 3   | Ha'apai United | 5  | 2 | 1 | 2 | 8  | 7  | 1   | 7   |
| 4   | Manu Laeva     | 5  | 2 | 0 | 3 | 9  | 10 | -1  | 6   |
| 5   | Lakena United  | 5  | 1 | 1 | 3 | 5  | 10 | -5  | 4   |
| 6   | Tumanuku       | 5  | 0 | 1 | 4 | 3  | 17 | -14 | 1   |

J: partidos jugados; G: partidos ganados; E: partidos empatados; P: partidos perdidos; GF: goles a favor;
 GC: goles en contra; DG: diferencia de goles; Pts: puntos

|  |

## Resultados
| Nauti FC      | 4 - 1  | Manu Laeva     | 9 de marzo |
| Lakena United | 2 - 1  | Ha'apai United | 9 de marzo |
| FC Tofaga     | 10 - 0 | Tumanuku       | 9 de marzo |

| Tofaga FC  | 2 - 2 | Ha'apai United | 16 de marzo |
| Manu Laeva | 2 - 1 | Tumanuku       | 16 de marzo |
| Nauti FC   | 2 - 1 | Lakena United  | 16 de marzo |

| Lakena United | 2 - 2 | Tumanuku       | 23 de marzo |
| FC Tofaga     | 3 - 1 | Manu Laeva     | 23 de marzo |
| Nauti FC      | 2 - 1 | Ha'apai United | 23 de marzo |

| FC Tofaga  | 1 - 0 | Lakena United  | 30 de marzo |
| Nauti FC   | 1 - 0 | Tumanuku       | 30 de marzo |
| Manu Laeva | 1 - 2 | Ha'apai United | 30 de marzo |

| Ha'apai United | 2 - 0 | Tumanuku   | 6 de abril |
| Nauti FC       | 0 - 0 | FC Tofaga  | 6 de abril |
| Lakena United  | 0 - 4 | Manu Laeva | 6 de abril |

| Bandera de Tuvalu           |
| Campeón Nauti FC 8.º título |

## Goleadores
| Jugador      | Equipo    | Goles |
| ------------ | --------- | ----- |
| Mase Tumua   | Nauti FC  | 4     |
| James Lepaio | FC Tofaga | 3     |
| Reme Timuani | FC Tofaga | 3     |